# Président

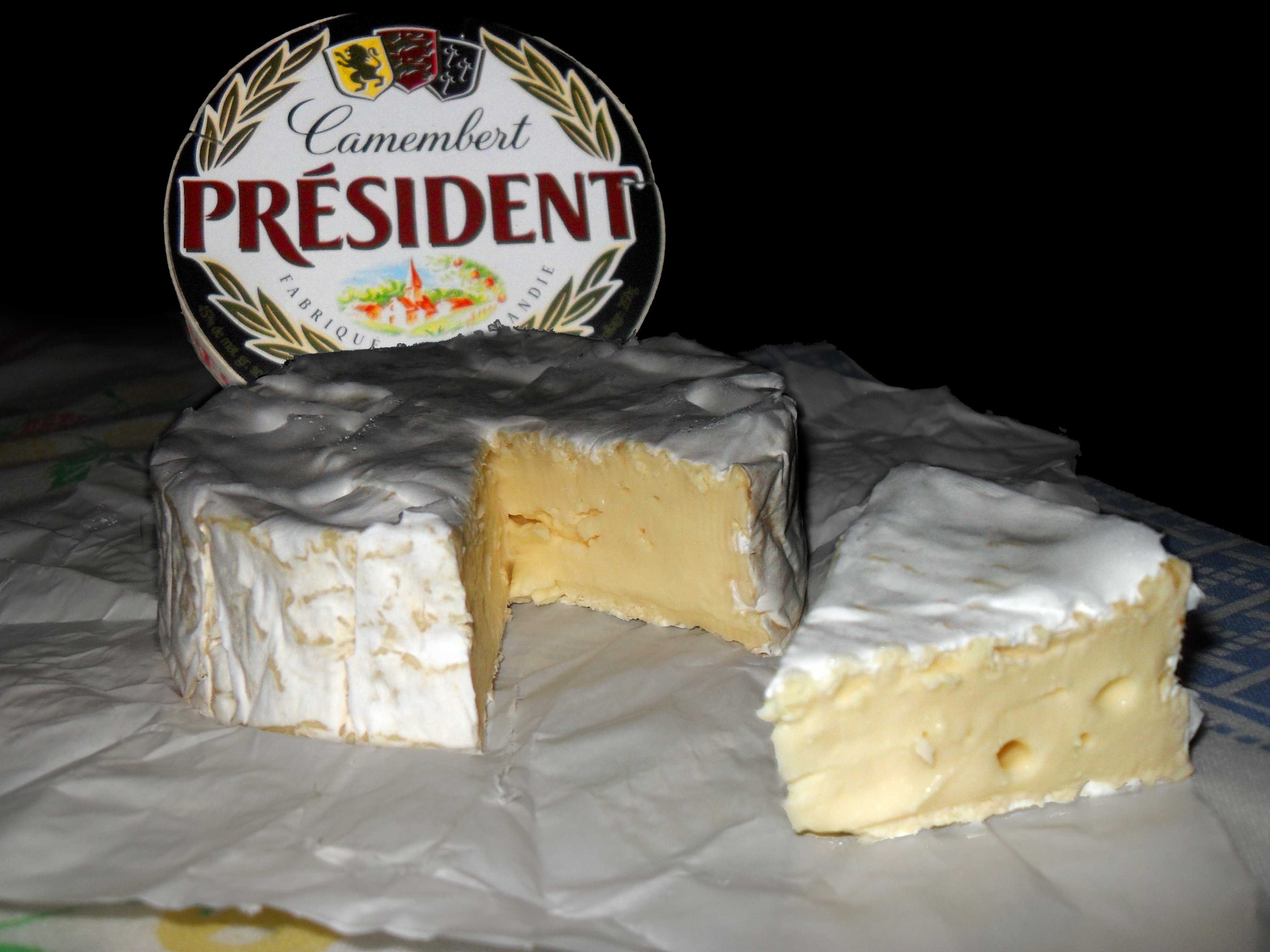
Камамбер під брендом Président

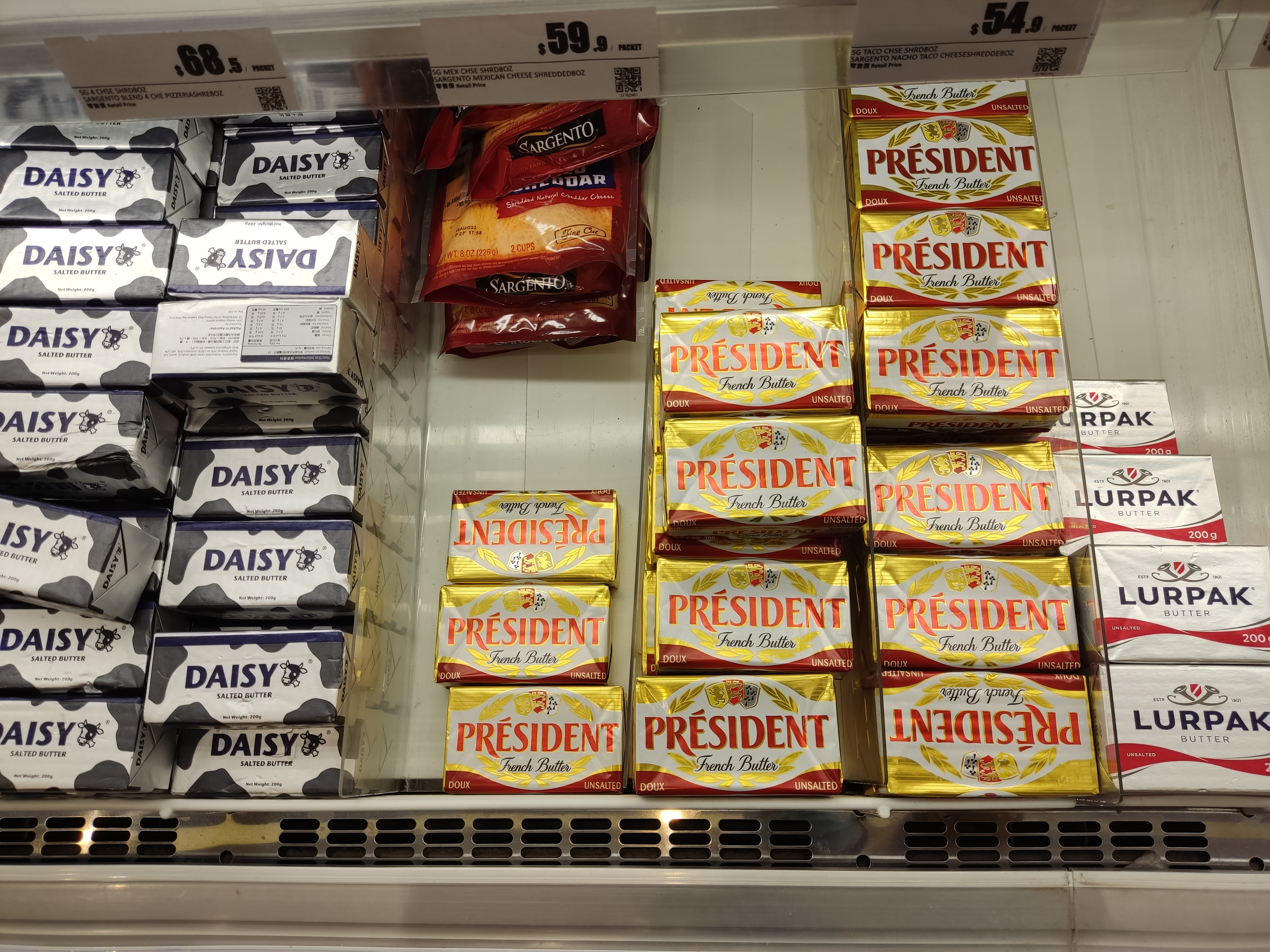
Вершкове масло Président

Président — французький комерційний бренд серії промислових сирів і французького вершкового масла від харчової групи Lactalis з Лаваля, Майєн, створений Мішелем Бесньє в 1968 році.

## Історія
Бренд був створений у 1933 році Андре Бесньє, який на той час уже був провідною фігурою у французькому молочному бізнесі. Пояснюючи французький контекст назви, Бесньє пояснив, що «Франція — країна президентів, усі є президентами: клубу рибалок, боулінгів, ветеранів». « La France est le pays des Pésidents, tout le monde est président! De l'association de pêche, des boulistes, des anciens combattants. »  (Президентський уряд також отримав більшу популярність у Франції після повернення до влади в якості президента в 1958 році провідного президента Шарля де Голля).

### Знакові дати
- 1968: Виведення на ринок Président Camembert.
- 1972: Запуск Président Coulommiers.
- 1972: Випуск Président Butter.
- 1975: Запуск Président Brie.
- 1991: Випуск лінії Président Emmental.
- 1993: Président продає свій мільярдний камамбер.
- 1995: Запуск бренду Président у Німеччині та США
- 1999: Запуск сирної пасти Président Camembert і Emmental.
- 2003: Випуск сиру Mozzarella та козячого сиру Président.
- 2006: Представлення Président Cantal
- 2019: Запуск бренду в Туреччині

## Маркетинг

### Логотип
Логотип President Camembert і, загалом, етикетка на коробці дуже мало змінилися з початку створення бренду. Переплетені пальми, а також герби, а також домінуючий золотий і чорний кольори створюють висококласний візуал, і вони добровільно беруть коди етикеток пляшок віскі, Мішель Бесньє, бажаючи підкреслити якість свого продукту і його автентичність. Три герби символізують регіони походження молока: Бретань, Нормандія та Мен., яка також є провінцією, де знаходиться штаб-квартира Lactalis. У той час як Бретань і Нормандія представлені їхніми справжніми гербами, штат Мен замінений більш простим гербом із зображенням лева на золотому полі.

### Гасла
- 1970: Président, справжні сири з підписом Besnier
- 1972: Président, 2 літри молока на кожен камамбер (перша телевізійна реклама на батьківщині)
- 1973: Président, впевненість справжнього камамбера
- 1973: Камамбер і масло Président — ми ніколи не розчаровуємося
- 1978—1984: Хто хоче бути президентом
- 1980: Président — вершкове масло
- 1980—б1982: Голова King of Camemberts
- 1982—1983: Президентський сир, який ми любимо
- 1985: Очевидно, це Président
- 1986: Президенте, дотримуйтесь вказівок!
- 1987: Моє весняне масло — Président
- 1987: Мій камамбер Président
- 1989: Président, французький хороший смак
- 1990: Ми всі президенти
- 1991: Кожен день президент пам'ятає, що їсти — це задоволення
- 1992: Президенте, нарешті Ементаль — це задоволення
- 1993—1997: Немає нічого вище президента
- 1997—2000: Коли ви любите життя, ви любите Président
- 2001—2002: Божевільна сила
- 2002—2008: Правильне харчування — початок щастя!
- 2009—2014: Тому що ми не балакаємось із задоволенням!
- 2014—2020: Давайте сприймати життя як насолоду
- З 2021 року: Задоволення важливе